# Chilton Foliat
Chilton Foliat – wieś w Anglii, w hrabstwie Wiltshire. Leży 44 km na północny wschód od miasta Salisbury i 99 km na zachód od Londynu. W 2011 miejscowość liczyła 363 mieszkańców.